# Фингалски език
Фингалски език (на английски: Fingalian) е мъртъв език, говорен някога във Фингал, Дъблин, Ирландия.
Произлязъл е от средноанглийски език (който е част от западногерманските езици) по време на Норманското нашествие в Ирландия. Към средата на 19 век езикът изчезва.
Фингалският език е близък с изчезналия език йола, говорен в Уексфорд.